# (9690) Houtgast
(9690) Houtgast (6039 P-L) – planetoida z pasa głównego asteroid okrążająca Słońce w ciągu 4,7 lat w średniej odległości 2,8 j.a. Odkryta 24 września 1960 roku.